# The Rokes
Pour les articles homonymes, voir Roke.
The Rokes est un groupe britannique de rock et beat, originaire de Londres. Le groupe a rencontré le succès en Italie et s'est séparé en 1970.

## Historique
Le groupe se forme en 1963 à Londres. L'un de leurs plus grands succès est Piangi con me, un titre de 1966 qu'ils publieront ensuite en Grande-Bretagne en version anglaise sous le nom de Let's Live for Today. Le morceau sera repris aux États-Unis par The Grass Roots et deviendra un gros succès, le morceau se vendant à plus de deux millions d'exemplaires et se classant à la huitième place des classements de ventes de singles.
En 1966, ils sont élus second groupe de beat le plus populaire, après avoir sorti les reprises des morceaux Cheryl's Going Home de Bob Lind (Che colpa abbiamo noi) et Remember the Rain (E la Pioggia che va). Ils se classent 9e et 11e des meilleures ventes de singles de l'année, respectivement, et en culminant respectivement à la 1e et 2e place des classements hebdomadaires. La face B de Che colpa abbiamo noi est co-écrit par Shapiro, Piangi con me. Le groupe le réédite en anglais sous le titre Let's Live for Today, dont les paroles sont de Michael Julian de Dick James Music. Les ventes mondiales de Piangi con me excèdent le million d'exemplaires, et est certifié disque d'or. Le morceau est écouté par les producteurs américains P. F. Sloan et Steve Barri,.
The Rokes comptent quatre albums entre 1965 et 1968, et continuent d'enregistrer avec succès en Italie. Ils tournent aussi régulièrement sur les plateaux télévisées italiens et participent au festival de Sanremo. Il s'aventurent dans le rock psychédélique en 1967 avec Il Vento (de Mogol et Lucio Battisti), aussi enregistré en anglais sous le titre When the Wind Arises et enregistrent une reprise du morceau version Baby, Come Back de The Equals (Non c'è pace per me). Cependant, le morceau ne connait qu'un succès minime dû au manque d'intérêt de RCA/ARC ; à cause d'un manque de motivation et de faibles chiffres de vente, le groupe se sépare en 1970 après avoir vendu plus 5 millions de vinyles, et continue à vendre des albums et compilations.